# Bernd Strasser
Bernd Strasser (Lüdinghausen, 22 gennaio 1936) è un ex pallanuotista tedesco.
Ha fatto parte della Squadra Unificata Tedesca ai Giochi di Roma 1960.